# Anijskoraalzwam
De anijskoraalzwam (Ramaria gracilis) is een schimmel behorend tot de familie Gomphaceae. Hij leeft saprotroof op bemoste naaldhoutresten, zelden op loofhout.

## Kenmerken
De vruchtlichamen bestaan uit een dichte cluster van takken, zijn tot 8 cm hoog en 4 cm breed. De afzonderlijke takken, die een vrij dunne basis hebben, zijn doorgaans gevorkt en soms met elkaar verweven. In kleur varieert deze zwam van lichtbruin tot wit tot roze-beige. De geur van anijs kan worden gebruikt om de soort te onderscheiden van de verder vergelijkbare Ramariopsis kunzei en Clavulina cristata.
De anijskoraalzwam produceert sporen van 5-7 × 3-4,5 μm. De sporen zijn elliptisch met kleine wratten die dun genoeg kunnen zijn om op stekels te lijken. Ze variëren in kleur van geel tot bruin. De cilindrische tot knotsvormige basidia meten 25 tot 45 bij 5 tot 7 µm. De hyfen zijn 2 tot 10 µm dik.

## Ecologie
De anijskoraalzwam wordt aangetroffen in Europese naaldbossen, waar hij groeit op bladafval. Hij wordt het vaakst aangetroffen tussen augustus en december.

## Verspreiding
De anijskoraalzwam is gerapporteerd in Australië, maar een onderzoek uit 2014 suggereert dat dergelijke waarnemingen waarschijnlijk een verkeerde determinatie van Ramaria filicicola waren.
In Nederland komt hij zeldzaam voor. Hij staat op de rode lijst in de categorie 'Bedreigd'.

## Naamgeving
De soort werd oorspronkelijk beschreven in de Commentatio de Fungis Clavaeformibus van Christiaan Hendrik Persoon uit 1797 als Clavaria gracilis. Het werd vervolgens opnieuw geclassificeerd door Kurt Polycarp Joachim Sprengel als Merisma gracile in 1826, door William Nylander als Ramalina gracilis in 1860, door Petter Adolf Karsten als Clavariella gracilis in 1881. Het werd vervolgens beschreven als Ramaria gracilis in Lucien Quélets Flore mycologique de la France et des pays limitrophes uit 1888, en deze naam werd goedgekeurd door Elias Magnus Fries. De later beschreven Clavaria fragrantissima (G.F. Atk., 1908) wordt nu als synoniem beschouwd. Binnen Ramaria maakt de anijskoraalzwam deel uit van het ondergeslacht Lentoramaria.

## Foto's

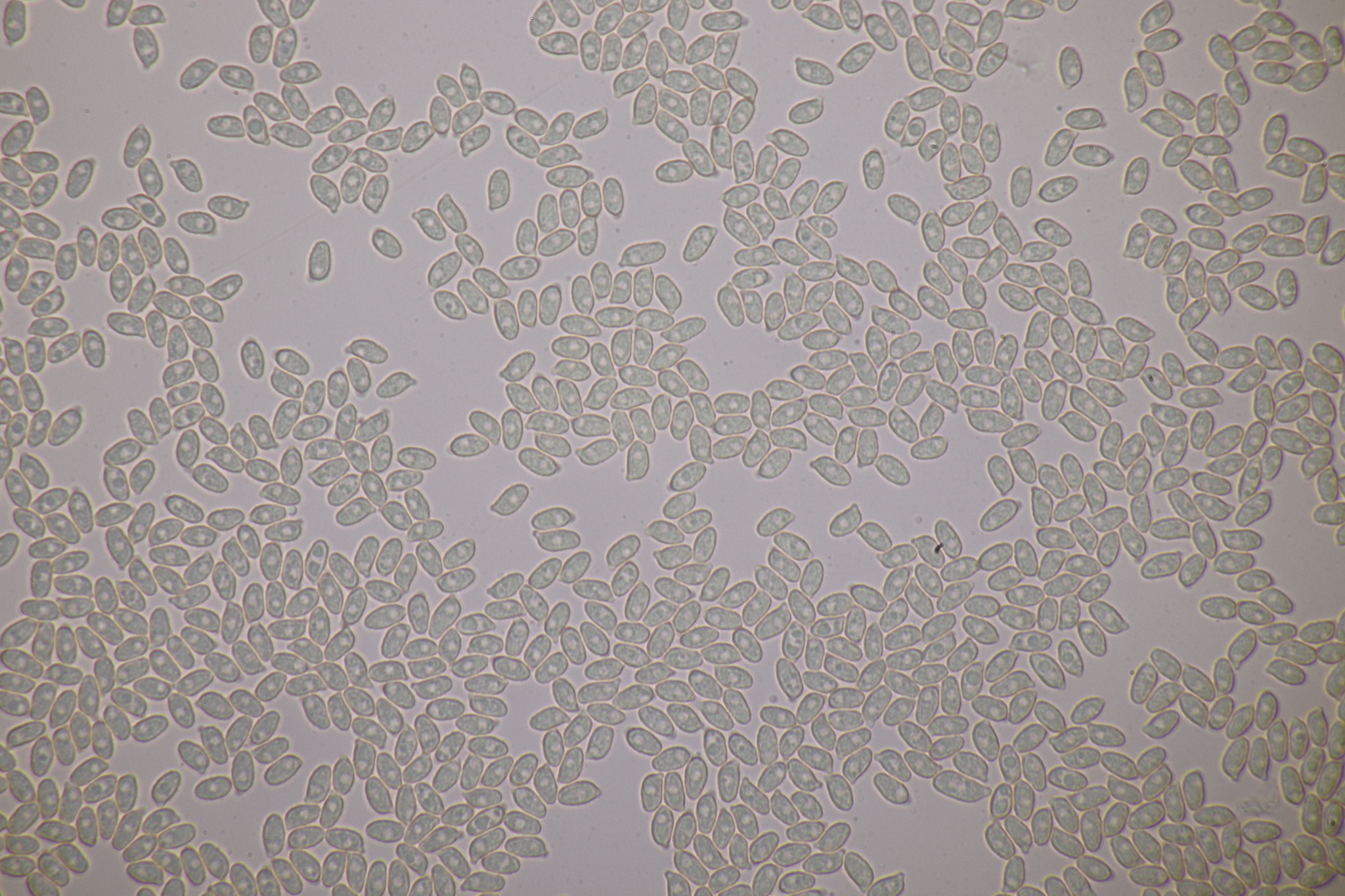
Sporen
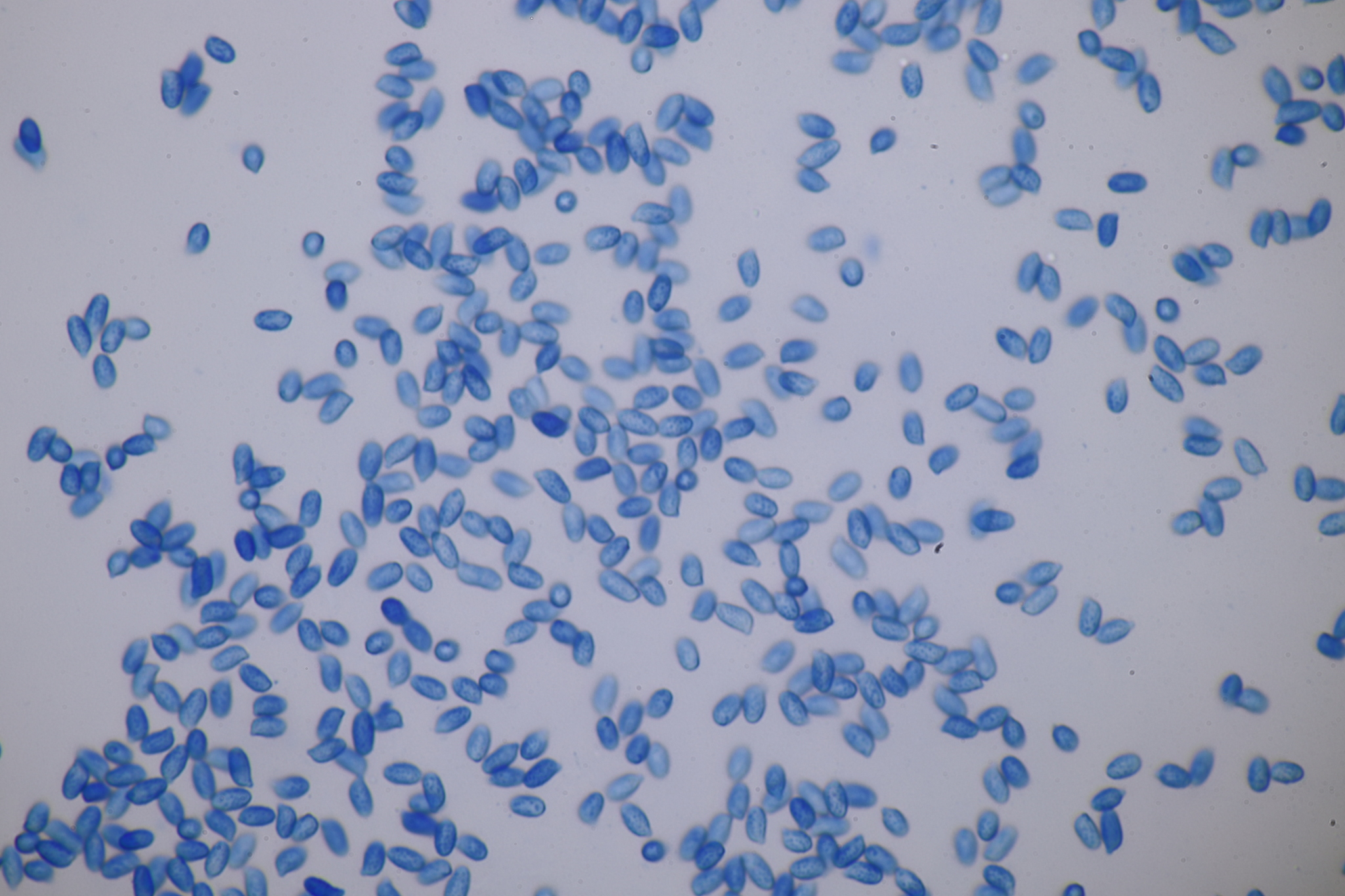
Sporen